# جيف وليامز (لاعب هوكي الجليد)
جيف وليامز هو لاعب هوكي الجليد كندي، ولد في 11 فبراير 1976 في بوينت كلير في كندا.

## وصلات خارجية
- جيف وليامز على موقع دوري الهوكي الوطني (الإنجليزية)
- جيف وليامز على موقع EliteProspects.com (الإنجليزية)
- جيف وليامز على موقع HockeyDB.com (الإنجليزية)